# Карагуд
Карагуд (фр. Caragoudes) насеље је и општина у јужној Француској у региону Миди Пирене, у департману Горња Гарона која припада префектури Тулуз.
По подацима из 2011. године у општини је живело 233 становника, а густина насељености је износила 28,04 становника/km². Општина се простире на површини од 8,31 km². Налази се на средњој надморској висини од 215 метара (максималној 263 m, а минималној 175 m).

## Демографија
| 1962. | 1968. | 1975. | 1982. | 1990. | 1999. | 2011. |
| ----- | ----- | ----- | ----- | ----- | ----- | ----- |
| 129   | 159   | 138   | 152   | 166   | 213   | 233   |

График промене броја становника у току последњих година